# Mesaiokeras hurei
Mesaiokeras hurei is een eenoogkreeftjessoort uit de familie van de Mesaiokeratidae. De wetenschappelijke naam van de soort is voor het eerst geldig gepubliceerd in 2003 door Krsinic.